# Menopausa
La menopausa (dal greco "μήν" (gen. "μηνός")  mese, e "παῦσις", cessazione) è l'evento fisiologico che nella donna corrisponde al termine dell'età fertile. Nello specifico, la menopausa è definita in maniera retrospettiva: essa corrisponde al periodo in cui i cicli mestruali sono mancati per 12 mesi. Nell'uso comune del termine invece si indica soltanto una notevole diminuzione dei fluidi, coincidente con il periodo del climaterio femminile.

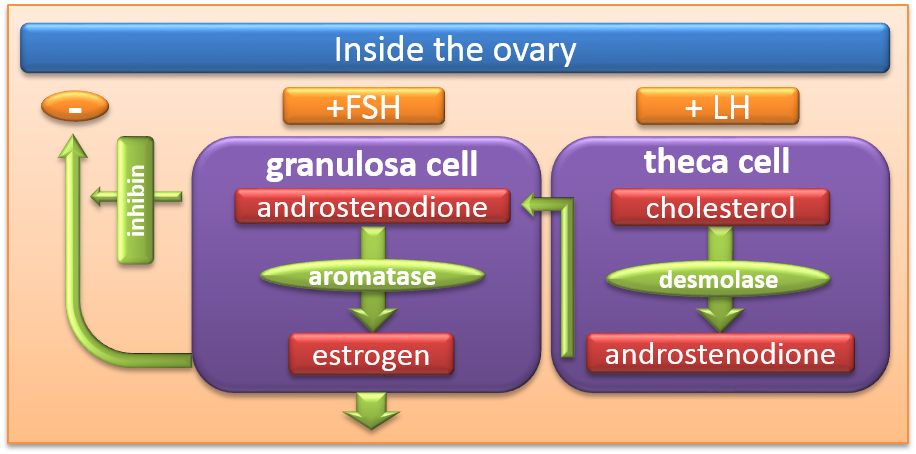
Uno schema che rappresenta una parte del follicolo ovarico (cellule della granulosa) circondato da cellule connettivali circostanti (cellule della teca). Sono mostrate anche le vie di segnalazione principali che permettono al follicolo ovarico di generare ormoni sessuali femminili a partire dal colesterolo. Nella menopausa la riserva ovarica si esaurisce perché non ci sono più ovociti da far maturare: da qui il calo di estrogeni e i sintomi principali della menopausa.

La caratteristica principale della menopausa è la perdita permanente della funzione principale delle ovaie: esse non producono più follicoli ovarici e di conseguenza nemmeno estrogeni. La produzione di follicoli ovarici è destinata ad esaurirsi in ogni donna perché, a differenza degli uomini, il numero di gameti femminili è ben definito già a partire dalla nascita (riserva ovarica).
Tale stato provoca una serie di mutamenti nella donna che riguardano gli aspetti trofici, metabolici, sessuali e psicologici, con una serie di manifestazioni (sintomi) che variano a seconda della persona e possono essere più o meno marcati, ma non tutti sono collegabili alla menopausa in sé, poiché influiscono altri fattori come il contesto familiare e sociale.
L'essere umano non è l'unica specie animale soggetta a tale evento: lo stesso fenomeno è stato osservato anche in altri primati e nei cetacei.

## Epidemiologia
Normalmente l'età in cui si riscontra la menopausa, ovvero la fine della secrezione dei flussi mestruali, è fra i 45 e i 50 anni come media mondiale. Tale periodo anagrafico, secondo quanto pervenutoci, non ha subito rilevanti variazioni nel corso dei tempi: infatti anche all'epoca dei Greci e dell'impero romano l'età si aggirava intorno ai 45 anni.
Esistono aggravanti, fattori di rischio che interferiscono solitamente diminuendo l'età anagrafica di tale evento:
- Fumo della donna, sia attivo sia passivo, tale da indurre nella donna un'anticipazione dell'evento di 1,5-2 anni,[7] la quantità di assunzione (numero di sigarette) e la durata di assunzione sono strettamente correlate alla diminuzione dell'età rispetto all'evento, in pratica più si fuma e da più tempo si fuma e più la menopausa si manifesterà prima del dovuto.[6]
- Tipo di alimentazione, che può essere ritenuta assolutamente non adatta per colpa delle condizioni economiche del soggetto[6]
- Indice di massa corporea, se risulta inferiore a quello ideale;[8]
- Abuso di alcool[9]
- Bassa statura[10]

## Definizioni
- Premenopausa, il tempo precedente l'ultima mestruazione
- Postmenopausa, il tempo successivo l'ultima mestruazione
- Perimenopausa, un periodo più esteso rispetto alla premenopausa, che si esaurisce dopo un anno all'atto della menopausa,[11] alcuni studi dissentono in parte affermando che la data iniziale di tale periodo sia intorno alla seconda metà della quarta decade.[12]
- Menopausa precoce (fascia di età inferiore a 40 anni)
- Menopausa prematura (fascia di età 40 - 45 anni)
- Menopausa spontanea (fascia di età 46 - 55 anni)
- Menopausa tardiva (fascia di età superiore a 56 anni)
- Menopausa artificiale, dipende se la conseguenza è diretta di un qualche intervento o dalla chemioterapia. L'isterectomia, soprattutto in giovani donne, non esaurisce la funzione ovarica ma di fatto vengono a cessare i cicli mestruali e in ogni caso le donne avranno bisogno di ulteriore supporto in età avanzata.[13]

### Premenopausa
Questa fase è caratterizzata dai primi squilibri ormonali: i livelli plasmatici dell'inibina diminuiscono mentre l'ormone follicolo-stimolante (richiamato in letteratura con l'acronimo inglese FSH) si riscontra maggiormente rispetto alla norma. Altri squilibri non compaiono: il ciclo e la quantità di estrogeni rimangono regolari fino ad un'età inferiore ai 40 anni.. Continuando nel tempo si osserva sempre di più un innalzamento del FSH mentre i cicli diventano sempre di più anovulari, negli ultimi 30 mesi prima della menopausa,

### Ipotesi
Esistono numerose ipotesi per quanto riguarda la causa della menopausa, alcuni studi si sono concentrati sull'evoluzione del FSH e sulle gonadotropine cercando un coinvolgimento dell'asse ipotalamo-ipofisario ma attualmente l'ipotesi più accreditata è quella che la causa risieda nell'ovaio stesso. Infatti secondo tale teoria i follicoli, soggetti a deterioramento, vengono scelti dall'organismo stesso: utilizza dapprima i più resistenti, che nel corso degli anni devono essere sostituiti perché vengono consumati, ma all'atto della sostituzione i nuovi follicoli partono già danneggiati: questo comporterebbe la deplezione-atresia follicolare.

## Sintomatologia
I sintomi e i segni clinici si possono dividere a seconda del tempo in cui si manifestano, avendo quindi manifestazioni immediate, differite e le ultime le tardive:

### Manifestazioni immediate
Oltre all'ovvia alterazione del quadro mestruale, (polimenorrea, oligomenorrea, ipomenorrea e ipermenorrea) in questa fase vengono espressi i primi disturbi di tipo psicologico, ansia, irritabilità, nervosismo e disforia.
Neurologicamente si assiste a un invecchiamento della persona, con conseguente diminuzione delle capacità di concentrazione e di memoria. Inoltre si nota un aumento del peso della persona. Fra le manifestazioni minori si può mostrare anche orticaria.

#### Vampate di calore
Fra le manifestazioni a livello vasomotorio le vampate di calore sono le più frequenti.
Vi sono episodi di improvvisi sbalzi di temperatura, la donna comincia a sudare improvvisamente e sente vampate di calore, tali episodi si riscontrano in 65-75% dei casi e non a caso è uno dei sintomi principali. La percentuale cambia a seconda della zona, per via delle abitudini anche alimentari del luogo, nell'Indonesia ad esempio le donne che hanno tale disturbo si riducono dal 20 fino al 10%, in Cina invece la percentuale si ferma al 25%. Studi clinici hanno anche calcolato la durata del fenomeno che raramente supera i 6 minuti. Generalmente si manifesta anche nel 20% delle donne in premenopausa anche in condizioni ormonali nella norma. L'arrossamento coinvolge la testa e le parti limitrofe (viso, collo e nuca), mentre successivamente vi è un calo di temperatura fino a una sensazione di freddo. Per quanto riguarda la durata, sia della singola manifestazione sia della frequenza con cui si mostra, sono considerate molto variabili. Alcuni studi hanno studiato una correlazione della frequenza con la temperatura esterna: a basse temperature esse sono meno frequenti, mentre al contrario con alte temperature gli episodi aumentano. Un'altra correlazione è stata riscontrata durante la notte, dove contribuiscono ad avere un sonno disturbato. Infine per quanto riguarda la durata del sintomo spesso persistono anche per cinque anni dalla menopausa (anche se generalmente dura 1-2 anni).
È ben documentata l'azione favorevole degli isoflavoni e derivati della soia sulle vampate.

#### Depressione
Fra i fattori psicologici il più importante resta la depressione (la media calcolata è del 50% delle donne), ma l'espressione di tale disturbo cambia a seconda dell'etnia; ad esempio è stato mostrato come, rispetto alle donne bianche, le afroamericane risentano maggiormente di questa condizione psicologica.
La causa che comporta tale correlazione non è ben compresa, ma si pensa sia anch'essa un effetto della diminuzione degli ormoni, più precisamente della diminuzione dell'estradiolo, un ormone che viene prodotto dalle ovaie durante il ciclo mestruale. Fra l'altro è stato notato come persista soprattutto all'inizio, quando una donna entra nello stato di menopausa, spesso si hanno anche ricadute in tale evento.
Questa correlazione è discussa anche nel caso di donne che hanno subito isterectomia; alcuni studi statunitensi mostrano non esserci associazione, mentre altri studi canadesi invece mostrano peggioramenti dello stato depressivo delle donne.

#### Disturbi del sonno
Fra i disturbi legati all'attività di riposo notturna i più frequenti sono la difficoltà nell'addormentarsi,, nelle donne più frequentemente si assiste a un sonno agitato, capita sovente che si sveglino durante la notte, e questo stato peggiora inizialmente, il disturbo più grave per quanto riguarda il sonno è la privazione di esso, l'insonnia, anomalia che può essere una complicanza della perimenopausa, diffusa soprattutto nelle donne ispaniche.

### Manifestazioni differite
Successivamente cominciano le modificazioni a livello cutaneo, l'epidermide e il derma si assottigliano, in quest'ultimo caso si nota una diminuzione del collagene nella donna. Tali variazioni provocano le varie atrofie, che non riguardano soltanto l'apparato genito-urinario ma anche la cute in genere, diventando meno elastica e disidradata, ciò causa un aumento delle rughe e sensazioni di prurito, inoltre si manifestano artralgie a livello delle articolazioni distali (ginocchia, anca, colonna vertebrale), l'incidenza è del 50%..

#### Diminuzione del desiderio sessuale
Molti studi hanno dimostrato che con i cambiamenti ormonali della menopausa il desiderio sessuale nelle donne diminuisce, anche se studi e interviste effettuate confermano che le donne rimangono ancora soddisfatte del loro rapporto con il partner anche successivamente lo stato di menopausa. Inoltre vi è anche un aumento nella difficoltà nel praticare l'attività sessuale (si mostra la dispareunia, il dolore vaginale quando si tenta una penetrazione), disorgasmia e bruciore dopo il rapporto sessuale

#### Sindrome urologica
Per quanto riguarda l'atrofia vaginale, spesso tale evento si accompagna con cistiti e uretriti, essa porta spesso a quella che viene definita come la sindrome urologica della menopausa. Tale sindrome è caratterizzata dai seguenti elementi:
- Tenesmo
- Disuria
- Pollachiuria
- Nicturia (meno frequentemente)
- Urocoltura negativa

Data l'elevata sensibilità delle varie terminazioni nervose dell'apparato risulta sufficiente a volte il solo passaggio dell'urina per scatenare la sindrome, tali disturbi si ritrovano nel 50% delle donne al raggiungimento della menopausa.

### Manifestazioni tardive
Nella fase finale si assistono a sintomi di carattere fisico caratteristici, fra i quali ci sono dolori muscolari, diminuzione della massa ossea all'origine dell'osteoporosi, calo di energia fisica, disturbi urinari. Recenti studi hanno anche rilevato un aumento della pressione arteriosa rispetto a quella delle donne fertili.

#### Osteoporosi
L'osteoporosi è una riduzione della densità ossea che può comportare facilmente fratture se sottoposte a traumi di piccole entità.
Esistono due tipologie:
- Osteoporosi di tipo I (definita anche primaria), quella che riguarda la post-menopausa (dalla quinta alla settima decade di età)
- Osteoporosi di tipo II, che viene provocata da altro stato patologico, si manifesta anche in età giovanile.

Quando una donna si trova nel periodo della perimenopausa si assiste al fenomeno dell'aumento del riassorbimento osseo, anche questo fattore è correlato alla mancanza degli estrogeni.

#### Manifestazioni cardiologiche
Una volta raggiunta la menopausa è stata registrato un aumento delle malattie cardiologiche però la mortalità dovuta a tale complicanza non è superiore rispetto a quella del cancro alla mammella. Il rapporto donna-uomo cambia dopo l'evento: prima si mostra un rapporto di 1:5, successivamente la differenza diminuisce notevolmente e superati i 70 anni l'incidenza risulta identica in entrambi i sessi. Tralasciando le conseguenze del solo fattore età, la diminuzione degli estrogeni comporta ipertriglicemia, diabete, ipertensione, dislipidemia oltre all'obesità, sono tutti fattori pericolosi per il lavoro del cuore e la loro manifestazione cumulativa porta a elevati rischi cardiologici. Studi recenti hanno dimostrato che nella fase della menopausa si riducono i livelli di HDL e aumentano i valori dell'apolipoproteina B.

## Diagnosi
Per una corretta diagnosi bisogna attendere 12 mesi dall'ultima mestruazione, ma dai 6 mesi in poi la probabilità è molto alta. Raramente, perché solitamente non è ritenuto necessario, si può effettuare il dosaggio di FSH.
Altro esame è lo screening per l'osteoporosi, complicanza comune, da effettuare soprattutto in persone dalla sesta decade.

### Diagnosi differenziale
Esistono diverse condizioni patologiche che possono comportare a manifestazioni simili alla menopausa:
- Disfunzione della tiroide ( Ipotiroidismo e Ipertiroidismo )
- Sindrome dell'ovaio policistico
- Carcinoma dell'utero
- Disturbi collegati alla ghiandola pituitaria ( ipopituitarismo e iperpituitarismo )

### Questionario
Per diversi anni è stato sperimentato, in Germania, un questionario basato su una scala di valori, denominata MRS, composta di 10 domande dirette alle donne nello stato di post-menopausa. I soggetti dovevano esprimere, tramite un punteggio graduato da 0 a 4, l'intensità dei sintomi, delle complicanze e delle valutazioni sul loro stato di salute, prima e dopo il trattamento che esse ricevevano. La validità del questionario è però messa in discussione da diversi anni e queste perplessità sono state tradotte in diverse lingue, dal messicano all'inglese.

## Rischi derivati
Durante lo stato della menopausa è stata riscontrata una maggiore pericolosità per quanto riguarda le operazioni cardiache in genere e in particolare quelle che coinvolgono la valvola mitrale, ciò è sempre dovuto allo sbalzo degli ormoni nell'individuo; è stato calcolato che le donne di un'età racchiusa nel periodo 40-59 anni dimostra una mortalità più che doppia rispetto agli uomini della stessa età, tale rapporto diminuisce notevolmente sia prima sia dopo tale periodo.

## Terapia
Il periodo in cui la donna vive nello stato di menopausa comprende una buona parte della sua vita complessiva: infatti se da un lato l'aspettativa di vita media diventa sempre maggiore, dall'altro l'inizio della menopausa continua a collocarsi alla medesima età. Questo comporta un ampliamento sempre maggiore negli ultimi anni ma anche nel futuro del tempo in cui la donna vive la sua vita nello stato di menopausa. Le donne che vivendo in tale stato cercano un sollievo, una possibile cura sono soltanto una piccolissima parte, stimata, da studi effettuati intorno al 10%. Esiste una terapia sostitutiva con somministrazioni di estrogeni. Il trattamento normale varia e mira alla cura dei sintomi soprattutto quando essi sono troppo invadenti.
- Vampate di calore, indossare indumenti a strato che in caso di improvviso sbalzo termico possono essere tolti facilmente; la somministrazione di cimicifuga racemosa[57] (se per brevi periodi) è stata testata, come anche la proteina della soia e i suoi derivati, con esiti interessanti.[58][59][60]

Sono state provate anche cure alternative: l'agopuntura, provoca un notevole effetto placebo, mentre erbe medicinali non hanno conseguito nessun risultato. Per quanto riguarda la somministrazione di vitamina E il sollievo che comporta è stato dimostrato minimo.
- Obesità, occorre un cambiamento dello stile di vita, seguire una dieta più moderata,[64] mentre l'utilità di alcuni farmaci come l'orlistat sono discussi in letteratura.[65]
- Artralgie, si raccomanda un trattamento che coinvolga la persona in attività fisica (come lo stretching o la cyclette)
- Insonnia, effettuare esercizio fisico, massaggi ed evitare ogni forma di stress, come terapia farmacologica risulta utile per combattere i disturbi legati al sonno 300 mg di Progesterone micronizzato[66]
- Osteoporosi, la letteratura ha sempre sottolineato l'importanza della prevenzione di tale dannoso stato, quindi necessita la cessazione di vizi negativi come il consumo di alcool o sigarette, esercizio fisico, ma soprattutto una dieta basata sulla ricchezza di calcio 1000 mg al giorno (ma si può raggiungere se ritenuto necessario dosi anche di 1500 mg al giorno), al contempo deve essere povera di caffeina e cloruro di sodio.[67] Come trattamento farmacologico in alternativa agli estrogeni, o se controindicati, vi sono:
  - calcitonina, 10-25 UI al giorno,[68] inibitore del riassorbimento osseo, da decenni studiato e sperimentato in letteratura.[69] Esistono vari tipi di calcitonina animale e umana ma studi presuppongono che quelli non umani possano indurre benefici minori.[70]
  - Bifosfonati, come ad esempio l'alendronato e l'etidronato

### Terapia ormonale
Viene utilizzata per combattere diversi sintomi della menopausa, ma non per l'osteoporosi.

#### Benefici e rischi
Fra le varie controindicazioni si ritrovano:
- Aumento di incidenza di ictus (da 21 a 29 casi su 10.000)
- Aumento di incidenza di embolia polmonare (da 16 a 34 casi su 10.000)
- Aumento di incidenza di demenza (da 22 a 45 casi su 10.000)
- Aumento di incidenza di tumore alla mammella (da 30 a 38 casi su 10.000)

Vi sono anche altri aumenti che si contrappongono a:
- Diminuzione di incidenza di osteoporosi (da 15 a 10 casi su 10.000)
- Diminuzione di incidenza di carcinoma colorettale (da 16 a 10 casi su 10.000)
- Diminuzione dei vari sintomi

#### Controversia cardiovascolare
Studi hanno dimostrato che per quanto riguarda patologie cardiache, i benefici per tale terapia sono del 50%, di contro importanti studi, pubblicati lo stesso anno, hanno invece constatato che l'intervento potrebbe invece aumentare il rischio di cardiopatia.

#### Estrogeni
Possono essere somministrati per via orale, transvaginale, transdermica e anche endonasale (per il solo estradiolo):
- Per via orale
  - Estradiolo valerato (2 mg al giorno)
  - Estriolo, (1 mg al giorno)
- Per via transvaginale, gli stessi prodotti a cui si aggiunge il promestriene

#### Progestinici
Tali farmaci si somministrano spesso in combinazione con gli estrogeni al fine di fornire un trattamento più completo, capita che vengono anche utilizzati da soli per prevenzione del carcinoma endometriale (se utilizzano il tamoxifene) o per combattere i sintomi collegabili ai disturbi vasomotori.
A seconda delle dosi somministrate, essi producono effetti diversi sugli estrogeni: con basse dosi indeboliscono la risposta delle cellule agli stimoli imposti dagli estrogeni, ad alte dosi provocano citotossicità perché bloccano completamente la produzione di steroidi sessuali nel corpo.
- Per via orale
  - Ciproterone acetato, 1 mg al giorno, usato anche in presenza di diabete mellito[73]
  - Diidrogesterone, 10–20 mg al giorno, che in combinazione con estrogeni sembra fornire una buona protezione dell'endometrio[74]
  - Medrossiprogesterone acetato, 10–20 mg al giorno (dose massima 100 mg al giorno)
  - Nomegestrolo acetato, 2,5–5 mg al giorno
- Per via transedermica
  - Noretisterone acetato, 0,25 mg, scoperto nel 1951[75]
- Per via transvaginale
  - Progesterone micronizzato, 100–200 mg al giorno, in alcuni casi 300 mg[66]

##### Effetti indesiderati
I rischi e gli effetti non voluti dipendono dalla quantità somministrata e dal tempo di somministrazione, studi hanno dimostrato che se elevati e se sono somministrati per poco tempo essi causano gravi effetti a livello cardiaco. Negli ultimi anni sono cambiate le modalità di somministrazione e si sono scoperte nuove molecole che comportano un minore rischio (ridotto del 75%), per quanto riguarda la coagulazione e sulle alterazione metaboliche.

#### Casi particolari
Atrofia vaginale, creme con estrogeni con somministrazione di progestinico (se vi è la presenza dell'utero)

### Altre terapie
Fitoestrogeni (isoflavoni, genisteina e daidzeina), sono composti che si estraggono dalle piante, con struttura simile all'estradiolo, la cui azione nell'organismo ricorda quella degli estrogeni ovarici data la loro affinità per ER-beta ed ER-alpha. Gli studi effettuati con tali composti indicherebbero un effetto positivo sulla circolazione, un effetto cardioprotettivo, un effetto protettivo contro l'obesità, protezione verso lo sviluppo di sindromi metaboliche (quali ad esempio il Diabete Mellito), un effetto protettivo contro lo sviluppo del tumore alla mammella e, infine, un effetto ansiolitico ed antidepressivo. Gli estratti provengono dalle piante di soia e Trifolium pratense.

#### SEEMs
I SEEMs (acronimo inglese di Selective Estrogen Enzyme Modulators, modulatori enzimatici selettivi degli estrogeni) hanno una particolare funzione estrogena, riescono infatti a modulare le loro funzioni a livello sia tissutale sia degli organi coinvolti.
I più utilizzati sono:
- Il tibolone, (dose 2,5 mg al giorno) che comporta una diminuzione del colesterolo, usato soprattutto in caso di donne ipertensive,[80] combatte anche l'atrofia vaginale e le vampate di calore.[81]

Altri ancora sono il veralipride la bromocriptina, la clonidina efficace contro la cefalea e le vampate, metil-dopa che lavora sui recettori alfa-adrenergici.

#### SERMs
I SERMs acronimo inglese di (selective estrogen receptor modulators), in italiano: modulatori selettivi dei recettori estrogenici). Tra questi vi sono fitoterapici (fito-SERM) che hanno al contempo azioni agoniste e antagoniste sugli estrogeni; tutti i SERMs tendono a diminuire il colesterolo.
I più utilizzati sono:
- Il raloxifene (60 mg al giorno),[87] esercita invece soltanto effetti protettivi sulla mammella e sull'endometrio. Anche tale principio attivo combatte l'osteoporosi ma non sono chiare le sue correlazioni con l'embolia polmonare e il rischio trombotico aumentato.[88]
- Il tamoxifene, mostra una duplice azione: da una parte previene l'osteoporosi,[89] mentre la sua azione contraria riesce a prevenire, in parte, il carcinoma mammario[90] fornisce anche risultati in alcune complicanze possibili come ad esempio la fibromialgia[91]. Il suo effetto collaterale principale consiste nelle vampate di calore.[92]

##### Nuovi SERM
Altri SERM in studio sono:
- Idoxifene:[94] possiede effetto estrogeno-simile su ossa e metabolismo lipidico, possiede effetto antiestrogenico su mammella e utero
- GW 5638b: possiede effetto estrogeno-simile su ossa e metabolismo lipidico, possiede effetto antiestrogenico su mammella e utero
- EM 800b:[94] possiede effetto estrogeno-simile su ossa e metabolismo lipidico, possiede effetto antiestrogenico su mammella e utero
- Resveratrolo: possiede effetto estrogeno-simile su ossa e metabolismo lipidico, possiede effetto antiestrogenico su mammella e utero. La letteratura sul resveratrolo nella menopausa suggerisce un possibile ruolo cardioprotettivo in donne sia in pre sia in post-menopausa, per la sua azione sui lipidi e sullo stress ossidativo[95]; in uno studio australiano si dimostra un miglioramento del flusso circolatorio.[96] Inoltre, migliora la risposta cutanea alla menopausa per un'azione inibente la collagenasi.[38] Si è di recente compreso che il resveratrolo esercita i suoi effetti sulla pelle, oltre al noto meccanismo di tipo antiossidante anche per un meccanismo anti-apoptotico e inibente l'azione della caspasi di tipo 3 per un'azione diretta su specifici recettori dell'epidermide ai polifenoli recentemente individuati su un modello sperimentale in vitro.[97]
- ICI 182, 780 (Fulvestran):[98] possiede effetto antiestrogenico su mammella e utero

## Post-menopausa
Negli anni successivi all'evento della menopausa occorrono eseguire alcuni esami clinici alla donna, alcuni annualmente altri solo se si verificano certe situazioni.
Una lista degli esami da effettuare per controllo:
- Mammografia
- Ecografia mammaria
- Ecografia addomino-pelvica
- Ecografia transvaginale
- Glicemia
- Risonanza magnetica, se si riscontrano determinati sintomi (come l'indurimento anomalo del seno)